# تيدي بوين
تيدي بوين (بالإنجليزية: Teddy Bowen)‏ (17 نوفمبر 1903 في المملكة المتحدة - 4 مارس 1981 في المملكة المتحدة) هو لاعب كرة قدم بريطاني في مركز الدفاع. لعب مع أستون فيلا.